# لوكاس دي غراسي
لوكاس دي غراسي (بالإنجليزية: Lucas di Grassi)‏ (و. 1984  م) هو سائق سيارة سباق برازيلي، ولد في ساو باولو، شارك في 2012 Drivers' World Endurance Championship ‏، وبطولة العالم للفورمولا إي 2014–15، وبطولة العالم للفورمولا إي 2015–16، وبطولة العالم للفورمولا إي 2016–17، ولو مان 24 ساعة، و2014 FIA World Endurance Drivers' Championship ‏، و2015 FIA World Endurance Drivers' Championship ‏، و2013 FIA World Endurance Drivers' Championship ‏، وبطولة العالم للفورمولا إي 2017–18.

## روابط خارجية
- لوكاس دي غراسي على موقع Racing-Reference.info (الإنجليزية)
- لوكاس دي غراسي على موقع DriverDB.com (الإنجليزية)